# مسيرة النساء (جنوب إفريقيا)
مسيرة النساء (بالإنجليزية: Women's March (South Africa))‏هي مسيرة جرت في 9 أغسطس 1956 في بريتوريا، جنوب أفريقيا. كانت أهداف المتظاهرين هي الاحتجاج على إدخال قوانين تمرير الفصل العنصري للنساء السود في عام 1952 وتقديم عريضة لرئيس الوزراء آنذاك هانز ستريجدوم [الإنجليزية].

## خلفية
كانت المنظمة التي تقف وراء المسيرة هي اتحاد نساء جنوب إفريقيا، وهي منظمة مناهضة للفصل العنصري للنساء من مختلف المجموعات بما في ذلك رابطة نساء حزب المؤتمر الوطني الأفريقي بهدف تعزيز صوت المرأة في الحركة. :890 ساهمت في مؤتمر الشعب في عام 1955، حيث تم وضع ميثاق الحرية، من خلال تقديم وثيقة تسمى ما تطلبه المرأة والتي تلبي الاحتياجات مثل أحكام رعاية الأطفال، والإسكان، والتعليم، والأجر المتساوي، والحقوق المتساوية مع الرجل فيما يتعلق في الممتلكات والزواج والوصاية على الأطفال. :890 بحلول عام 1956، تحول تركيزهم نحو احتجاج بشأن إدخال تصاريح للنساء السود.
جرت المسيرة في 9 أغسطس 1956 مع ما يقدر بنحو 20.000 امرأة من جميع الأعراق ينحدرن إلى بريتوريا. :4 تمت الدعوة إلى يوم الاحتجاج يوم الخميس، وهو اليوم التقليدي الذي كانت فيه عاملات المنازل السود يقضون إجازاتهم بهدف ضمان تجمع أكبر للنساء. :4 عندما وصلت النساء بالقطار ووسائل أخرى ، سرن إلى مباني الاتحاد، مركز حكومة جنوب أفريقيا، في مجموعات صغيرة من اثنتين وثلاث - تم حظر مجموعات كبيرة من قبل السلطات - واجتمعوا في حدائق المبنى والمدرج. :4 قاد المسيرة ليليان نجوي وهيلين جوزيف وألبرتينا سيسولو وصوفيا ويليامز دي بروين.
وحمل ممثلو كل مجموعة عرقية في جنوب أفريقيا 14.000 عريضة لتقديمها إلى رئيس الوزراء هانز ستريجدوم.:4 ولعدم وجود رئيس الوزراء وقتذاك، حيث كان في مكان آخر حتى لا يقبل العريضة من مجموعة متعددة الثقافات من النساء، لذلك تم قبوله بدلًا منه من قبل سكرتيرته.:4
ثم وقفوا لمدة ثلاثين دقيقة في صمت قبل أن يغنوا "Nkosi Sikelel 'iAfrika " ثم غنوا أغنية حرية المرأة بعنوان "Wathint' abafazi، Strijdom!"

## النصب التذكاري للحدث
في 9 أغسطس 2000، وهو يوم الوطني للمرأة ، أُزيح الستار عن نصب تذكاري في معرض ماليبونغوي إمبوكوديوني، وهو المدرج في مباني الاتحاد في بريتوريا للاحتفال بحدث عام 1956 والاحتفال به.:1,4 يطلق عليه النصب التذكاري لنساء جنوب أفريقيا، وهو مشروع طورته إدارة الفنون والثقافة والعلوم والتكنولوجيا (DACST).:1 شُكلت اللجنة التوجيهية للنصب التذكاري في عام 1999 مع لجنة تحكيم تتكون من أحد قدامى المحاربين في المسيرة، وعضو في مكتب الرئيس وثلاثة فنانين ومصمم وقيّم فني.:4 عقدت ورشة عمل لمدة سبعة أيام في Technikon Pretoria لتمكين الحدث من أن يكون عادلاً وشفافًا ويسمح للفنانين المحرومين بالمشاركة في المسابقة.:4 تم استلام ستين مشاركة مع الفائزين كونهم Wilma Cruise و Marcus Holmes. :4
يبدأ التصميم النهائي للنصب التذكاري على درج المدرج مع الكلمات الرئيسية للعريضة المنقوشة في المعدن على الناهضين.  :6 عند صعود الدرج، تقوم بتشغيل رسالة صوتية بأحد عشر لغة رسمية، "you strike the woman, you strike the rock".:6 عندما تصل إلى الدهليز،هناك في المركز يوجد إمبوكودو، حجر طحن صغير فوق حجر طحن أكبر.:6 تقع الأحجار فوق حجر برونزي دائري مصقول محاط بصفيحة مثمنة برونزية داكنة.:6 ترمز الأحجار إلى عمل المرأة ورعايتها، بينما اللوحات البرونزية الأرض والحجر الذي تقع عليه.:6

## المشاركون البارزون
- فرانسيس بارد
- بيرثا جكسوا[5]
- هيلين جوزيف[6]
- فاطمة مير
- روث مومباتي
- فلورنس مخيز (كمنظم)[7]
- رحيمة موسى[8]
- ريتا ندزانجا[9]
- ليليان نغويي[10] :83
- ألبرتينا سيسولو
- صوفيا ويليامز دي بروين
- آني بيترز
- نوسيفو داستيل[11]
- ليليان دييدريكس